# International Baccalaureate

Logo International Baccalaureate

International Baccalaureate, dawniej International Baccalaureate Organization (IBO) – fundacja edukacyjna założona w 1968 roku w Genewie. Obecnie współpracuje z 3488 szkołami ze 135 krajów świata. Oferuje trzy programy edukacyjne: Primary Years Programme, Middle Years Programme oraz Diploma Programme, zgodnie z którymi uczy się obecnie około 637 tysięcy uczniów w wieku od 3 do 19 lat.

## Misja
IB stawia sobie za zadanie wykształcenie dociekliwych, kompetentnych i wrażliwych ludzi, którzy dzięki swojej mądrości i rozumieniu obcych kultur uczynią świat lepszym. Współpracuje ze szkołami, rządami i międzynarodowymi organizacjami w celu opracowania programów edukacji oraz rygorystycznych sposobów oceniania.

## Programy
1. Primary Years Programme – dla uczniów w wieku od 3 do 12 lat; koncentruje się na społecznych i emocjonalnych potrzebach dziecka
2. Middle Years Programme – dla uczniów w wieku od 11 do 16 lat; koncentruje się na kształtowaniu postaw, wiedzy i krytycyzmu poznawczego
3. Diploma Programme – dla uczniów w wieku od 16 do 19 lat; koncentruje się na sposobach przyswajania informacji oraz komunikowania z przedstawicielami innych kultur. Kończy się egzaminem maturalnym.